# Sint-Gummaruskapel (Herenthout)

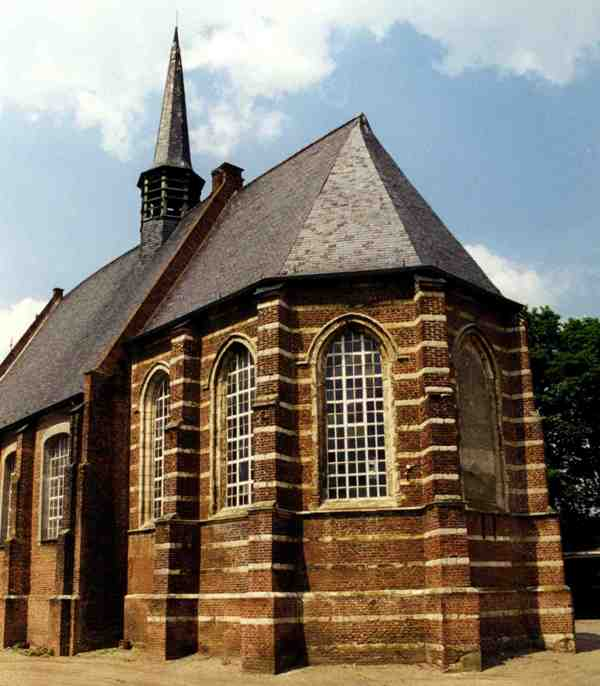
Sint-Gummaruskapel

De Sint-Gummaruskapel is een kapel in de Antwerpse plaats Herenthout, gelegen aan de Leopoldstraat 11.

## Geschiedenis
Herenthout had oorspronkelijk twee parochies: de Sint-Pietersparochie en de Sint-Gummarusarochie. Al in 1427 was sprake van een Sint-Gummarusparochie, maar de kapel is vermoedelijk van nog oudere datum. De laatste werd in 1803 opgeheven, waarop de Sint-Gummaruskerk niet meer als parochiekerk werd benut. In 1820 kwam er een school in die de Torekesschool werd genoemd. Hierna kreeg het kerkje nog meerdere functies, zoals een tekenschool. In 1999-2000 werd het gerestaureerd en wordt de kapel gebruikt voor tentoonstellingen, recepties en dergelijke.

## Gebouw
Het betreft een georiënteerd bakstenen zaalkerkje. De westgevel is een tuitgevel met vlechtingen. Het koor is iets smaller en het is driezijdig afgesloten. Het is van baksteen met zandstenen speklagen. De muurfragmenten van ijzerzandsteen wijzen op een romaanse voorganger. Op het dak bevindt zich een achtkante dakruiter. Op het koorgewelf werden schaduwschilderingen aangetroffen.